# ضجيج

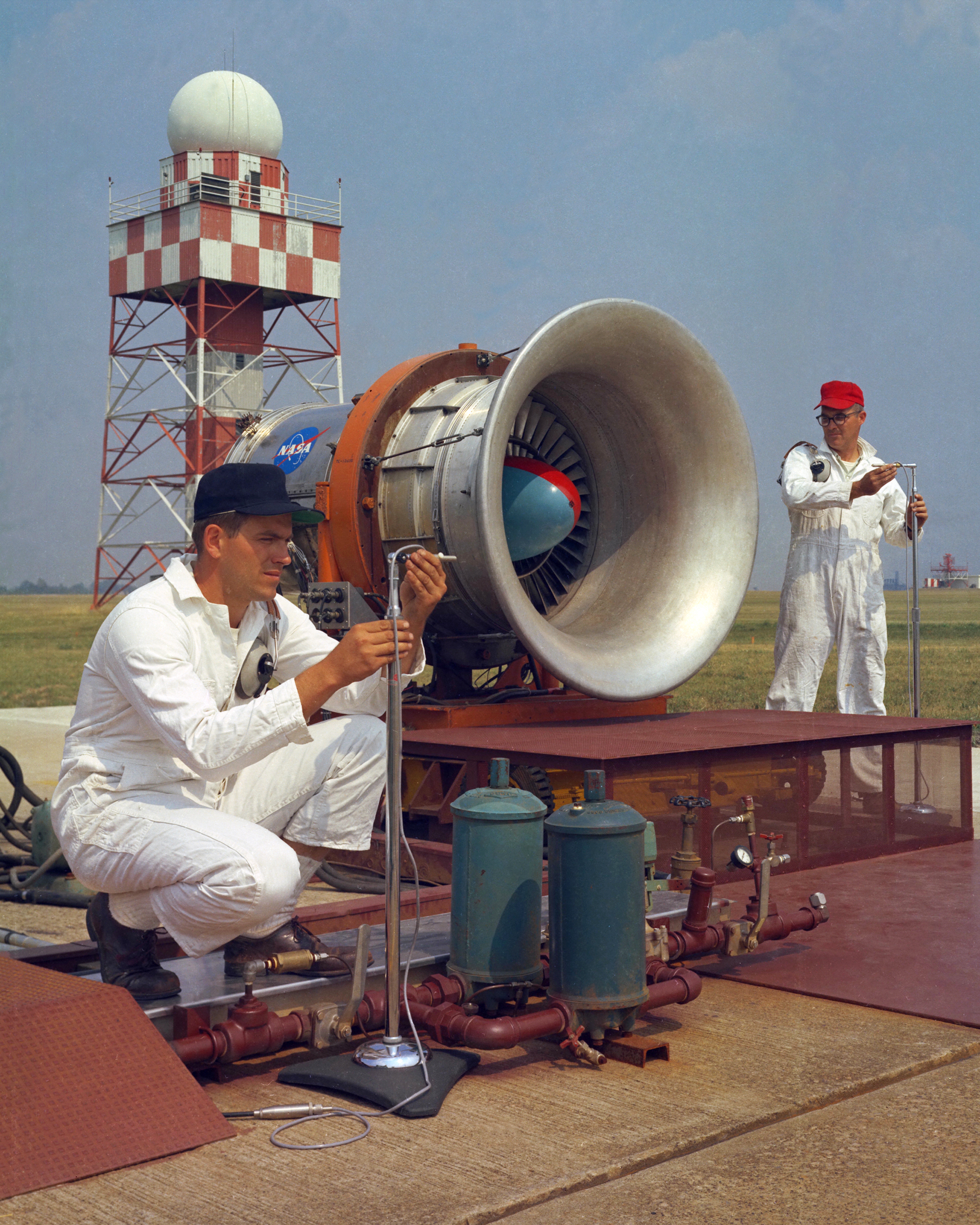

كلمة الضجيج تعني في الاستعمال الشائع، الأصوات غير المرغوب فيها أو التلوث الضوضائي. في كل من الإلكترونيات التناظرية والرقمية، يعتبر الضجيج أو التشويش إشارة عشوائية غير مرغوب فيها بالإضافة إلى الإشارة المطلوبة؛ وسميت ضجيجا على سبيل التعميم من الضجيج المسموع أثناء الاستماع إلى بث إذاعي ضعيف. ويسمع التشويش كضجيج صوتي كما لو قمت بتشغيل مكبر للصوت؛ ويظهر أيضا على صورة 'ثلج' على شاشة التلفزيون أو صورة الفيديو. وفي معالجة الإشارات أو الحوسبة، فإنه يمكن اعتبار الضجيج هو: البيانات غير المرغوب فيها والتي ليس لها معنى، وعلى ذلك، فالضجيج هو البيانات التي لا تستخدم في نقل الإشارات، بل هي ببساطة نشأت كمنتج ثانوي غير مرغوب فيه من قبل الأنشطة الأخرى. وفي نظرية المعلومات، ومع ذلك، لا تزال يعتبر الضجيج على أنه نوع من المعلومات. وبمعنى أوسع، فالذرات الرقيقة من التراب أو حتى الإعلانات التي نواجهها أثناء البحث عن شيء معين يمكن أن تعتبر من الضجيج.
ويمكن للضجيج أن يمنع أو يشوه أو يغير أو يتداخل مع معنى رسالة في كل من الاتصالات البشرية أوالإلكترونية.
وفي كثير من هذه المناطق، تنشأ حالة خاصة من الضجيج لحراري، والذي يحدد الحد الأدنى الأساسي إلى ما يمكن قياسه أو لمحه ويتصل هذا بالعمليات الفيزيائية الأساسية على المستوى الجزيئي والتي توصف بواسطة اعتبارات الديناميكا الحرارية المنشأة جيدا، وبعضها يكون قابلا للتعبير نسبيا عن طريق الصيغ البسيطة المعروفة جيدا.

## ما يعد ضجيجا وما لا يعد كذلك؟
الضجيج مفهوم غير موضوعي؛ فتهامس شخصين في قاعة السينما يعدّه المشاهدون ضجيجاً، في حين أنّ صراخهما في حفلة موسيقية صاخبة قد لا يُعدّ إزعاجاً، والهمسة المزعجة في الخلفية والتي تتداخل مع موجات البث القصيرة للراديو وجد أنّ ذلك يعود إلى عمليات تحدث خارج نطاق الأرض، وهو في الواقع كوني؛ فالاستماع إلى هذا الضجيج لاستبعاد كل الإشارات الأخرى باستخدام أنواع حساسة من الهوائيات والمستقبلات يعتبر الآن علم الفلك اللاسلكي. وعلماء الفلك اللاسلكي لا يزالون يعانون من الضجيج في إشاراته، ولكنه بات الآن نوعا من الضجيج الحراري المتولد في معدّاتهم  ويتداخل مع الإشارات المطلوبة من الكون.

## الضجيج الصوتي
عندما نتكلم عن الضجيج في ما يتعلق بالصوت، فما يقصد عادة هو الصوت الذي لا معنى له وأجهر من الصوت المعتاد. وبالتالي، فالنشاط الصاخب من الممكن أن يعدضوضائيا. ومع ذلك، فأحاديث الأشخاص الآخرين من الممكن أن يطلق عليها ضجيجا من الأشخاص الذين ليسوا أطرافا في أي منها، ويمكن أن يكون الضجيج أي صوت غير مرغوب فيه، مثل ضجيج نباح الكلاب، وضجيج الجيران الذين يعزفون الموسيقى الصاخبة، وضجيج أصوات حركة المرور على الطرق، وضجيج المناشير الكهربائية، أو ضجيج الطائرات الذي يفسد هدوء الريف.
ويمكن أن يكون الضجيج الصوتي أي شيء ولو كان منخفض الصوت، ولكنه مزعج عن الصوت العالي أو ضارا. فأحد مستخدمي وسائل النقل العام المتطرفين في بعن الأحيان يشكو من الأصوات الخافتة والمعدنية المنبثقة من سماعات الرأس من شخص آخر يستمع إلى مشغل صوتي محمول؛ وفي ناحية أخرى، صوت الموسيقى الصاخب جدا، أو صوت محرك نفاث في أماكن قريبة، الخ... يمكن أن يسبب تلفا مستديما غير قابل للشغاء في السمع.

### تنظيم الضجيج
تنظيم الضجيج يشمل القوانين أو المبادئ التوجيهية المتعلقة بانتقال الصوت، والتي وضعت عن طريق مستويات قومية أو دولية أو محلية أو البلديات في الحكومة. وبعدنقطة التحول في الولايات المتحدة وهي قانون مكافحة الضوضاء لعام 1972 [1]، تم التخلي عن هذا البرنامج على المستوى الاتحادي، في عهد الرئيس رونالد ريغان في عام 1981، وهذه المسألة تركت للحكومات المحلية والدولة. وعلى الرغم من أن المملكة المتحدة واليابان سنت قوانين وطنية في عام 1960 و 1967 على التوالي، فهذه القوانين لم تكن إجمالية أو قابلة للتنفيذ الكامل لمواجهة (أ) الضجيج المحيط المتزايد عموما (ب) حدود المصدر العددي واجبة النفاذ على متن الطائرات والسيارات (ج) توجيهات شاملة للحكومة المحلية.

### أصوات الأفلام
المنظرون والممارسون لأصوات الأفلام في بداية ظهور الأفلام السينيمائية الناطقة عام 1928/1929، الضجيج هو صوت غير كلامي، لأو صوت طبيعي وعند كثير منهم (وخصوصا الاستخدام غير المتزامن مع الصورة) كان مطلوبا أكثر من فساد الحوار المتزامنة للصورة المتحركة. وميز المخرج والناقد رينيه كلير في عام 1929 تمييزا واضحا بين حوار الفيلم وضجيج الفيلم، واقترح بشكل واضح جدا أن الضجيج يمكن أن يكون له معنى ويمكن تفسيره: «... فمن الممكن أن تفسيرا للضجيج قد يتقدم أكثر في المستقبل. أصوات الرسوم المتحركة، والتي تستخدم ضجيجا» حقيقيا«، يبدو أنها تشير إلى احتمالات مثيرة للاهتمام»(' فن الصوت '(1929)). واستخدم البرتو كافالكانتي الضجيج كمرادف للحصول على الصوت الطبيعي ('الصوت في الأفلام' (1939)) وفي وقت متأخر من عام 1960، أشار سيغفريد كراشور إلى الضجيج بوصفه صوتا غير كلامي ('الحوار والصوت' (1960)).

## الضجيج السمعي
تشير كلمة الضجيج السمعي افي مجال الكاسيت والتسجيلات، وأنظمة البث الإذاعي إلى الصوت المتبقي منخفض الارتفاع (وعادة ما تكون صفيرا وهمهمة) والذي يسمع في فترات الهدوء من البرنامج.
ويمكن أن يشير في مجال هندسة الصوت إلى إشارة الضجيج الاكترونية المتبقية غير المرغوب فيهه، والتي تسبب حدوث ضجيج سمعي مسموع كـ'همسة'. وعادة ما تقاس إشارة الضجيج ‏ هذه باستخدام مقياس إيه أو مقياس ITU-R 468.

## الضجيج الإلكتروني
يوجد الضجيج الإلكتروني في جميع الدوائر والأجهزة نتيجة الضجيج الحراري، والذي يشار إليه بـضجيج جونسون. ويمكن أن تسهم أجهزة الموصلات الجزئية أيضا بـالضجيج المتردد وضجيج التولد مع إعادة التركيب. وفي أي دائرة إلكترونية، توجد اختلافات عشوائية في التيار أو الجهد الكهربائي الناجم عن الحركة العشوائية للإلكترونات والتي تحمل التيار وهو يهتز حول الطاقة الحرارية. وينتج انخفاض درجة الحرارة ضجيجا حراريا منخفضا. وتقوم هذه الظاهرة نفسها بوضع الحد الأدنى من مستوى الإشارة والتي يستطيع أي مستقبل لاسلكي الاستجابة لها، لأنه سيكون هناك دائما كمية صغيرة من الضجيج الحراري ولكنها مهمة والتي تنشأ من دوائر الإدخال. هذا هو السبب في أن التلسكوبات اللاسلكية، والذي تبحث عن مستويات منخفضة جدا من الإشارات الصادرة من النجوم تستخدم دوائر كهربائية ذات مضخم للضجيج المنخفض ذو واجهة أمامية، عادة ما تركب على طبق هوائي، وتبرد مع النيتروجين السائل.

## الضجيج البصري
يوجد الضجيج أيضا في الصور. سيكون الضجيج الإلكتروني حاضرا في مجسات الكاميرات، وينتج الحجم المادي للجزيئات لمستحلب الفيلم ضجيجا بصريا. وهذا النوع من الضجيج يشار إليه بـ «المحبب».
ويستخدم الضجيج أيضا في خلق صور ثنائية أو ثلاثية الأبعاد عن طريق الكمبيوتر. وفي بعض الأحيان يتم إضافة الضجيج إلى الصور لإخفاء التحولات المفاجئة الكامنة في التمثيل الرقمي للون، والمعروفة باسم "التباين". وهذه الإضافة للضجيج تعرف بـ«التردد». وفي بعض الأحيان يتم استخدام الضجيج لإنشاء مادة الموضوع نفسه. الضجيج الإجرائي (مثل ضجيج بيرلين) غالبا ما يستخدم لخلق تباين لصورة طبيعية في الصور المنتجة بواسطة الكمبيوتر.

## وصلات خارجية
- مقالات قياس المواد السمعية -- الإلكترونيات نسخة محفوظة 7 أغسطس 2016 على موقع واي باك مشين.
- مور في استقبال الضجيج: توصيف، وآمال ومفاجآت
- ضجيج الجهد الكهربائي -- حساب وقياس الضجيج الحراري
- الضجيج في العمل الوكالة الأوروبية للسلامة والصحة في العمل (إي يو-أو إس إتش إيه)
- المعهد الوطني الأمريكي للسلامة والصحة المهنية، -- الضجيج